# Alue Bagok
Alue Bagok is een bestuurslaag in het regentschap Aceh Barat van de provincie Atjeh, Indonesië. Alue Bagok telt 396 inwoners (volkstelling 2010).